# Dadjo (peuple)
Pour les articles homonymes, voir Dadjo.

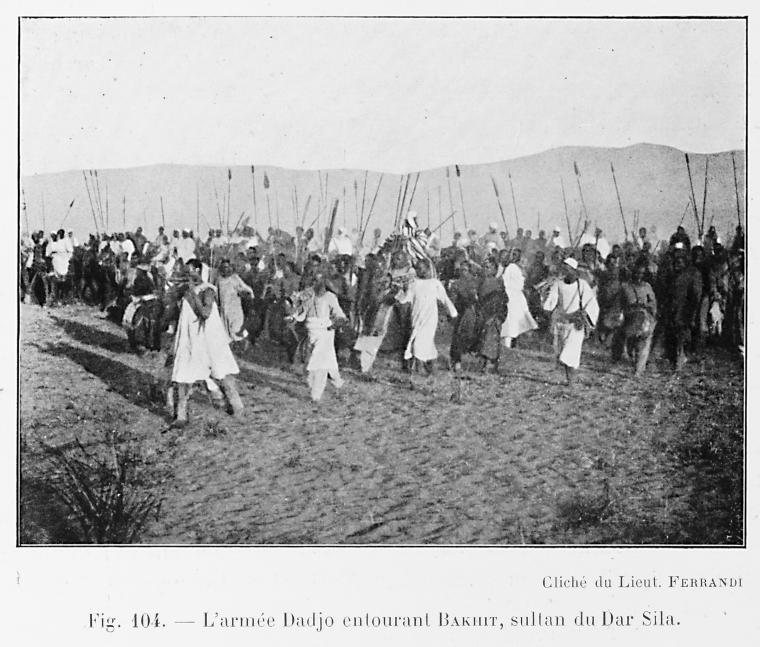
L'armée Dadjo entourant Bakhit, sultan du Dar Sila

Les Dadjo sont un groupe de peuples d'Afrique centrale établis à l'est du Tchad et à l'ouest du Soudan du Sud. 

## Ethnonymie
Selon les sources, on observe de multiples variantes : Bokoruge, Dadio, Dadjos, Dago, Dágu, Daju, Dajus, Djajo, Koska, Tágu.

## Langues
Les Dadjo parlent un ensemble de langues soudaniques orientales.

### Filmographie
- Au loin des villages, film documentaire réalisé par Olivier Zuchuat, Trigon-Film, Bennetbaden (Suisse), 2009, 1 h 17 min (DVD)